# 昭和アルミニウム
昭和アルミニウム株式会社（しょうわあるみにうむ、Showa Aluminum Corporation）は、かつて存在した日本のアルミニウム製品メーカー。昭和電工グループのアルミニウム事業の中核子会社であったが、2001年3月に昭和電工と合併して消滅した。

## 概要
実質的な本社は東京都千代田区にあり、登記上は大阪府堺市に本社を置いていた。熱交換器、レーザープリンター用シリンダー（感光ドラム素管）、アルミニウム缶等、同業他社に比べ加工品に強みを持っていた。
正式名称は上記のとおり「昭和アルミニウム株式会社」であるが製品カタログ、パンフレットには「昭和アルミ」と略称で記載されており、非鉄金属業界ではこれで通用していた。また、昭和アルミ株式会社（埼玉県北葛飾郡杉戸町）という法人が存在するが資本関係はない。

## 事業内容
（当社の事業）
- アルミニウム圧延品
  - アルミニウム板
  - アルミニウム押出品 - 形材、管、棒、押出加工品
  - アルミニウム箔 - 一般箔、包装容器、電解コンデンサー用高純度箔（国内トップシェア）
- アルミニウム加工品
  - 熱交換器 - 自動車用熱交換器（コンデンサー、エバポレーター、ラジエーター）、電機・産機用熱交換器など
  - パネル - プレハブ冷凍・冷蔵庫、クリーンルーム
  - ハードディスク用アルミ基板
  - 感光ドラム素管 - レーザービームプリンター用アルミニウムシリンダー

（子会社の事業）
- アルミニウム加工品
  - アルミニウム缶 - 飲料用アルミニウム缶。日本で最初にアルミニウム缶を製造
  - エクステリア - カーポート、サンルーム、テラス、バルコニー、温室
  - アルミポール - 照明ポール、旗ポール
  - アルミ日用品 - アルミニウム鍋、釜など（当社発祥の事業）

## 沿革
- 1905年（明治38年）12月 - 創業者である高田市松が大阪市内にてアルミニウム鋳物の製造販売を開始（当社の創業）。
- 1933年（昭和8年）1月 - 堺工場が操業を開始。アルミニウム板から器物までの一貫生産体制が成立。
- 1935年（昭和10年）12月 - 株式会社高田アルミニューム製作所に改組。
- 1938年（昭和13年）4月 - 海軍指定工場となる。以降終戦まで軍需色が強まる。
- 1951年（昭和26年）7月 - 昭和電工が当社に資本参加。
- 1957年（昭和32年）1月 - 昭和アルミニウム株式会社に社名変更。
- 1961年（昭和36年）5月 - 小山工場が竣工。
- 1973年（昭和48年）6月 - 彦根プレハブ冷蔵庫工場が操業開始。
- 1986年（昭和61年）9月 - Showa Aluminum Corporation of America（SAM）設立。
- 2001年（平成13年）3月 - 昭和電工と合併。

## 事業所
- 東京本社（東京都千代田区）
- 大阪本社（大阪府堺市）
- 大阪支店（大阪市北区）
- 名古屋支店（名古屋市中村区）
- 福岡支店（福岡市中央区）
- 堺製造所（大阪府堺市）
- 小山製造所（栃木県小山市）
- 彦根製造所（滋賀県彦根市）
- 那須製造所（栃木県大田原市）

## 子会社・関連会社
- 昭和アルミニウム缶株式会社 - 飲料用アルミニウム缶製造。
  - 本社は東京都千代田区、工場所在地は栃木県小山市、滋賀県彦根市、福岡県大牟田市。
- 昭和マツタカ株式会社 - 鍋、やかん等のアルミ家庭用品の生産販売。
  - 本社は大阪府堺市。2000年に解散し、製品の一部は北陸アルミニウムに継承された。
- 昭和ポール株式会社 - 照明用・旗用アルミポールの製造販売
  - 本社は大阪府堺市。2000年、昭和マツタカと合併し、昭和アルミビューテック株式会社に社名変更。2003年、昭和アルミエクステリアと合併。2005年に会社清算。
- 昭和ラミネート工業株式会社- アルミニウム箔加工。本社は神奈川県伊勢原市。
- 昭和アルミエクステリア株式会社 - 温室、サンルーム等エクステリア製品の製造販売。
  - 本社は埼玉県さいたま市。1999年、エクステリア事業部が分社化。2003年、昭和アルミビューテックと合併し、消滅。
- 昭和サービス株式会社 - 本社 大阪府堺市；業務サービス
- 北陸アルミニウム株式会社 - 本社 富山県高岡市；商標「ホクア」、鍋、やかん等を生産販売
- 昭和アルミテクノ株式会社 - 本社 東京都荒川区；アルミニウム建材製造販売
- アルファミック株式会社- 本社 東京都江東区；日用品箔等の製造販売
- テクノ・ナミケン株式会社- 本社 大阪市西区；アルミニウム建材製造販売
- 昭和アルミパウダー株式会社- 本社 奈良県御所市；アルミニウムペースト製造販売
- Showa Aluminum Corporation of America - アメリカ合衆国オハイオ州；自動車用熱交換器、感光ドラム用素管の製造販売
- Showa Aluminium Europe GmbH - ドイツ・ミュンヘン；自動車用熱交換器等の販売
- Showa Aluminium Czech s.r.o. - チェコ・クラドノ；自動車用熱交換器の製造販売
- Showa Aluminum (Thailand) Co.,Ltd - タイ・アユタヤ；自動車用熱交換器の製造販売
- Showa Aluminum (Malaysia) Sdn.Bhd. - マレーシア・ケダ；ハードディスク用アルミ基板の製造販売
- Showa Aluminum Manufacturing Philippines Corporation - フィリピン・ダスマリナス；冷蔵庫用熱交換器の製造販売
- PT. Showa Aluminum Indonesia - インドネシア；冷蔵庫用熱交換器の製造販売